# Auguste Podesta
Kunigunde Auguste Ernestine Podesta (geb. Molendo) (* 27. Dezember 1827 in Bayreuth; † 29. Dezember 1902 in Kassel) war eine deutsche Opernsängerin und Schauspielerin. 

## Leben
Auguste Podesta wurde 1844 bereits im Alter von siebzehn Jahre als Sängerin am Hof- und Nationaltheater in München engagiert und war darauf von 1845 bis 1851 als Soubrette am Kurfürstlichen Hoftheater in Kassel tätig, dort wohnte sie 1851 unter ihrem Mädchennamen in der Königsstraße 120. Von dort ging sie an das Vereinigte Stadttheater nach Hamburg und wirkte darauf in verschiedenen Engagements von 1852 bis 1853 am Stadttheater in Mainz, von 1854 bis 1856 am Hoftheater in Wiesbaden sowie von 1857 bis 1858 am Opernhaus in Krakau, von 1856 bis 1859 am Stadttheater in Lübeck und von 1859 bis 1860 am Stadttheater in Augsburg.
Nach ihrer Hochzeit im Jahr 1857 mit dem Schauspieler Christian Friedrich Franz Podesta (* 1812 in Malchow; † 1867 in Kassel), kehrte sie 1862 an das Kurfürstliche Hoftheater nach Kassel zurück und trat als komische Alte vor dem Publikum auf. Nachdem das Hoftheater in eine preußische Hofbühne umgewandelt worden war, ging sie 1867, als Mitglied der Pensionsanstalt des Kasseler Theaters, in den Ruhestand; ihr folgte Sidonie Turba.
Partien aus ihrem Repertoire für die Bühne waren unter anderem die Pamina in der Zauberflöte, die Marzelline im Fidelio, die Amazily in Jessonda von Louis Spohr, die Gabriele im Nachtlager von Granada von Conradin Kreutzer, das Gretchen im Wildschütz, die Jenny in Die weiße Dame (La Dame blanche) von François-Adrien Boieldieu, die Adalgisa in Norma und die Marie in Gaetano Donizettis Regimentstochter. Sie trat während ihrer gesamten Karriere unter dem Namen Auguste Molendo auf.
Ihre Tochter war die spätere Sängerin Anna (geb. Podesta) (* unbekannt; † 15. Dezember 1891 in Elbing), verheiratet mit dem Regisseur und Schauspieler Max Linke, der seit 1877 auf der Bühne auftrat und 1902 sein fünfundzwanzigjähriges Bühnenjubiläum feierte.
Anmerkung: Bei der Angabe in einigen Quellen, Auguste Podesta sei mit Max Linke verheiratet gewesen, handelt es sich vermutlich um eine Verwechslung mit ihrer Tochter.
Auguste Podesta verstarb kurz nach ihrem 75. Geburtstag an einem Schlaganfall im Elisabeth-Kloster in Kassel.